# Torre Martello

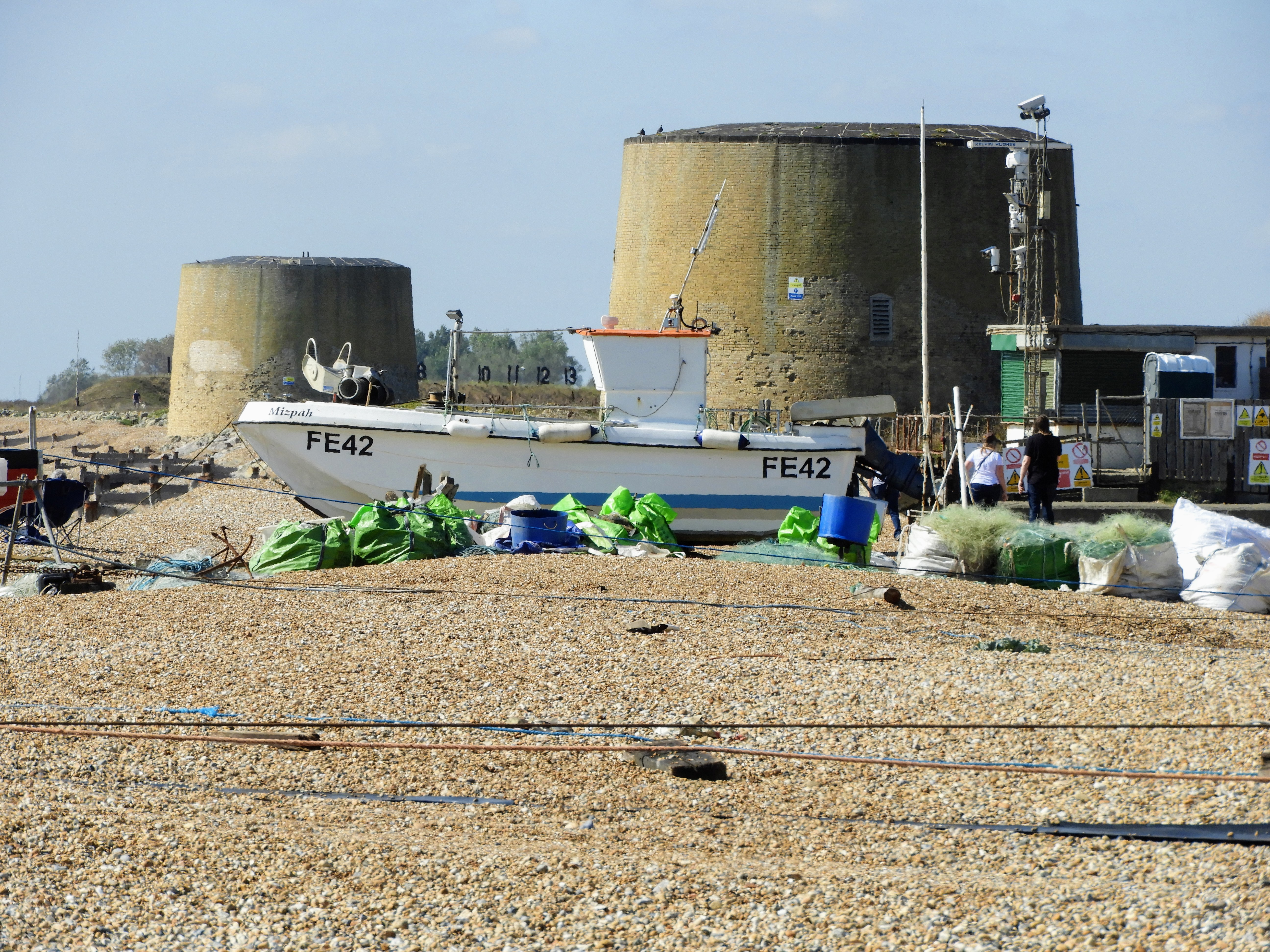
Torres Martello a Hythe, Anglaterra

La Torre Martello és un tipus de torre de defensa que es va construir arreu de l'imperi britànic entre els anys 1796 i 1856. El gruix principal de torres Martello són les 103 que va construir l'exèrcit britànic a les costes sud i est d'Anglaterra, entre 1805 i 1812, i les 50 que va construir a les costes d'Irlanda, per a defensar-se de l'amenaça francesa amb Napoleó Bonaparte. Però també es consideren Martello les 11 que es van construir a Menorca, 7 a Sicília, així com les d'Amèrica del Nord, Carib i altres colònies britàniques a Àsia, Àfrica i Austràlia.

## Origen

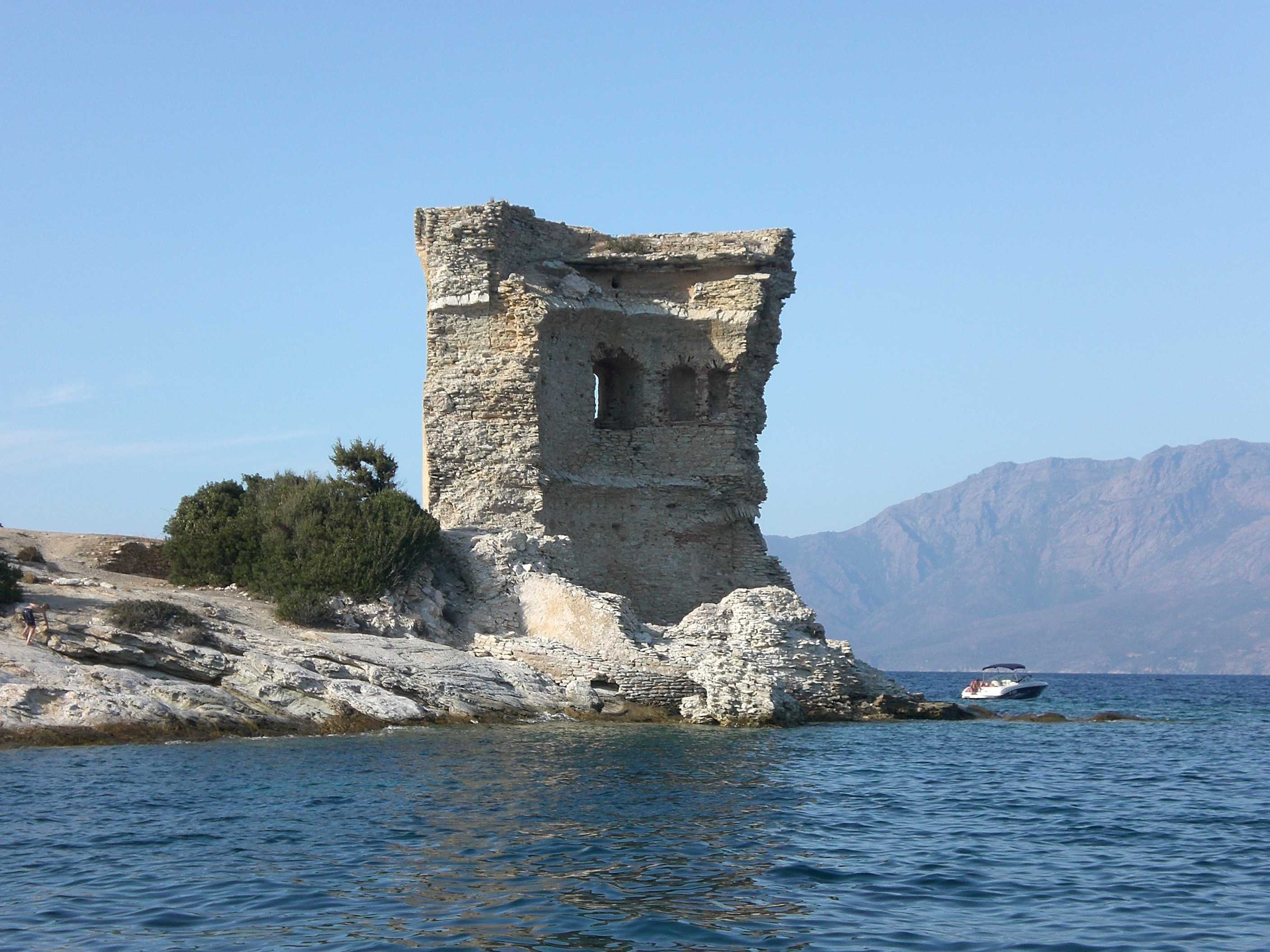
La resistència de la torre Mortella va inspirar les torres Martello

El nom prové de la torre de Mortella, a Còrsega, que va resistir l'atac del anglesos contra els francesos que la defensaven, en el setge de Saint-Florent, el 7 de febrer de 1794. Va ser atacada pels vaixells de l'Armada Reial Britànica, el HMS Fortitude, amb 74 armes, i el HMS Juno, amb 32 armes, que van bombardejar la torre durant més de dues hores, i van haver de retirar-se amb pèrdues considerables, mentre que la torre, amb una sola arma, gairebé no va tenir danys. Tot i que finalment la van conquerir per terra, el anglesos van quedar meravellats de la resistència que oferia aquesta torre armada, pel que van decidir copiar el seu model per a les nombroses torres del seu imperi. Tanmateix, el nom 'Mortella', que en cors significa 'murtra', el van canviar per 'Martello', que en italià significa 'martell'.
En canvi, estudis posteriors proposen que la torre Martello es va inspirar en les torres de guaita de Menorca, quan els britànics van tornar a conquerir l'illa el 1798, concretament en les torres d'Alcalfar i Punta Prima, dissenyades per l'enginyer militar Ramón Santander.

## Disseny i construcció

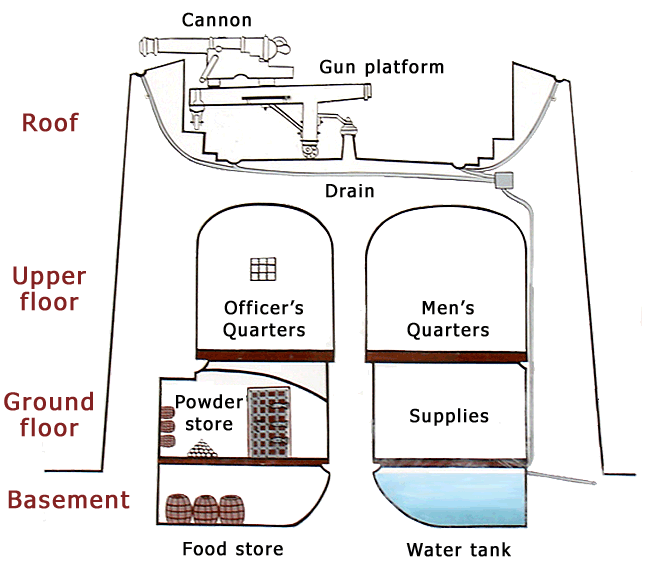
Esquema de la torre Martello

El tinent coronel Sir Charles William Pasley va escriure el 1822 el tractat 'A Course of Elementary Fortification: Including Rules, deduced from experiment, for determining the strength of revetments, treated on a principle of a peculiar perspicuity, Volumen II', on descriu els 5 tipus de torres Martello.
Són torres de planta el·líptica o ovoide. Tenen 2 plantes, la baixa i la primera, i una terrassa o pati d'armes. La planta baixa, coberta per un sostre pla, estava dedicada a magatzem de queviures, armament i pólvora; ventilava per conductes fins al terrat. La planta primera, coberta per una bóveda anular, amb un pilar central, allotjava la guarnició; disposava d'espitlleres i de llar de foc i xemeneia. La terrassa estava destinada a un o més canons. Si no hi havia pou sota la torre, es recollia l'aigua de pluja des de la terrassa fins a un dipòsit al soterrani.
L'accés a la torre s'efectua per una porta a nivell de la planta primera, amb una escala de mà, o pont llevadís, situada al costat de terra. La porta és de prop d'un metre d'ample i poc més d'un metre d'alçada, que es tapava amb sacs de sorra en cas d'atac. El gruix del mur és més ample al costat exposat al mar, per a resistir millor els impactes dels projectils dels vaixells enemics. Per aquest motiu la torre és el·líptica a l'exterior, i circular a l'interior.

## Distribució de les torres Martello arreu del món

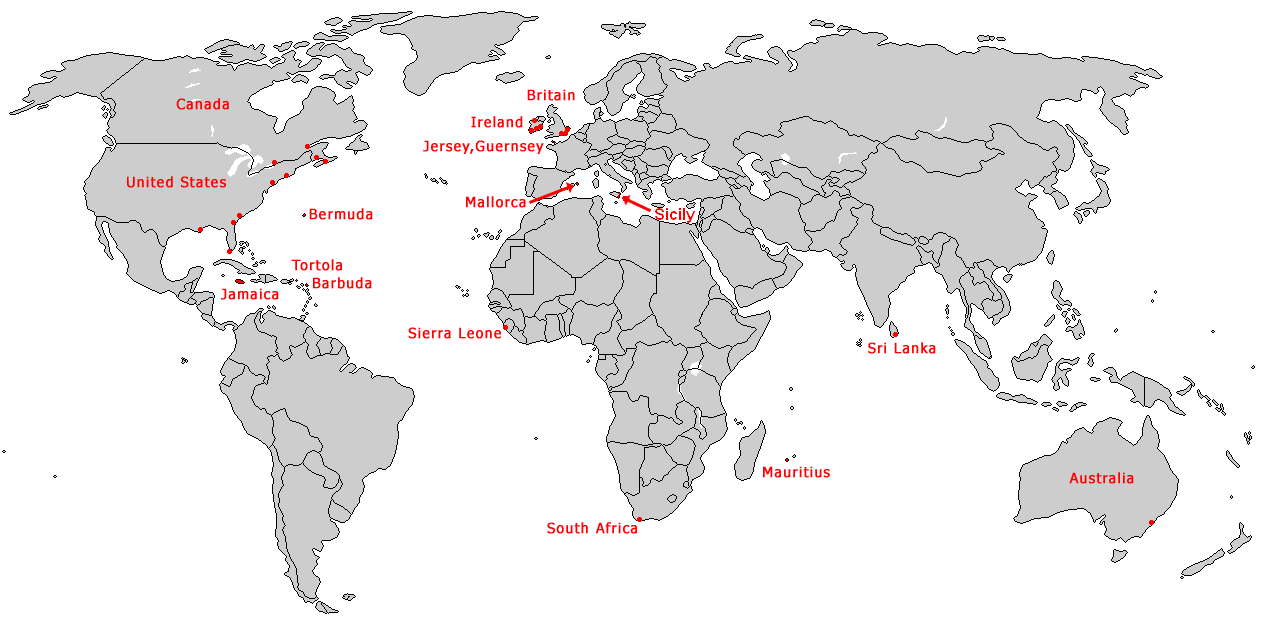
Distribució de les torres Martello arreu del món

### Menorca
Entre 1798 i 1802, en la darrera dominació britànica de l'illa de Menorca, es van construir 11 torres Martello: són les torres d'en Penjat, Felipet, Cala Mesquida, Cala Teulera, la Princesa, Castellar, Fornells, Sanitja, Cala Molí, Rambla i de l'illa de Sargantana. Les torres d'Alcalfar i de Punta Prima van ser les predecessores, i la torre de Son Bou, construïda entre el 1804 i 1805, ja sota la Corona espanyola, que és l'única que no es conserva, en ser enderrocada per l'exèrcit britànic el 1808.